# Chapel House
A Chapel House (IPA: [ˈʧæpᵊl haʊs]) György korabeli ház a walesi Monmouthban. 1752-ben építették. Az épület II*. kategóriás brit műemléknek (British Listed Building) számít 1952. június 27. óta. John Newman szerint „a legjobb ház az egész utcában”.
A 18. század közepi vagy korábbi épület homlokzata hetes tagolású, tetője kontyolt. A vörös téglából készült oldalfalai, amelyeken túl a szolgálati udvar és a Monnow folyói kiterjedő kert közelíthető meg„kortársak”. A belső vakolása és lépcsőháza a Troy Househoz és a Great Castle Househoz hasonló, habár Newman szerint minőségben túlszárnyalja a két építményt. Jelenleg a monmouthi iskola panziójaként üzemel.